# El inglés de los güesos (telenovela)
El inglés de los güesos era una telenovela argentina producida y dirigida para Canal 13 (hoy eltrece) en 1975, inspirada en la obra literaria el mismo nombre, escrita por Benito Lynch. Fue protagonizada por Ernesto Bianco, Ana María Picchio y Luis Politti, además contó con las participaciones estelares de Enrique Liporace, Luis Medina Castro y Blanca Lagrotta.

## Argumento
Una campesina se enamora de un profesor inglés que llegó al país para estudiar fósiles, pero debe regresar a su tierra.

## Elenco
- Ernesto Bianco - James Gray
- Ana María Picchio - Balbina
- Luis Politti - Santos Telmo
- Enrique Liporace - Deolindo Gómez
- Luis Medina Castro
- Blanca Lagrotta - Liberata
- Alba Mujica
- Gloria Ugarte
- Marcelo Marcote

## Equipo de producción
- Historia: Benito Lynch
- Dirección: Carlos Berterreix

## Versiones
- El inglés de los güesos (1940): Dirigida por Carlos Hugo Christensen para el Cine, y protagonizada por Arturo García Buhr, Anita Jordán y Pedro Maratea.